# Taraxacum danubiense
Taraxacum danubiense — вид квіткових рослин з родини айстрових (Asteraceae). Вид зростає в Європі: Австрія, Польща; це багаторічна рослина помірних біомів.